# Žiga Samar
Žiga Samar (Jesenice, 26 de enero de 2001) es un jugador de baloncesto esloveno que forma parte de la plantilla del Dreamland Gran Canaria de la Liga Endesa, cedido por ALBA Berlín. Con 1,91 metros de altura, juega de base. Es hermano del también baloncestista Matija Samar.

## Trayectoria deportiva
Es un jugador formado en la cantera del Union Olimpija Ljubljana hasta que en verano de 2017, el jugador llega a España para jugar en las bases del Real Madrid. En su primera temporada lograría el MVP en el Campeonato de España y el Adidas Next Generation Tournament de la Euroliga con el conjunto blanco. Durante la temporada 2018-19 formaría parte el conjunto de Liga EBA.
En agosto de 2019, el base esloveno decide abandonar el Real Madrid al cumplir la edad máxima para la cantera y no tener sitio en la primera plantilla, firmando por el Baloncesto Fuenlabrada de Liga Endesa.
Durante la temporada 2019-20, el base esloveno es cedido al Club Baloncesto Zamora de la Liga LEB Plata. En las filas del conjunto zamorano disputa 25 minutos de media por partido en los que anota 10,6 puntos, 3,8 asistencias y 3,7 rebotes por encuentro.
En agosto de 2020, se confirma al jugador como miembro de la primera plantilla del Baloncesto Fuenlabrada para disputar la Liga Endesa, tras renovar su contrato por tres temporadas.
El 20 de septiembre de 2020, hace su debut con Baloncesto Fuenlabrada en Liga Endesa con 19 años. El base disputó 5 minutos de partidos en una derrota frente al Monbus Obradoiro por 101 a 86 en la primera jornada de liga de la temporada 2020-21.
El 22 de julio de 2022, se compromete con el ALBA Berlín de la Basketball Bundesliga, quienes lo cedieron a los Hamburg Towers para la 2022-2023.
El 26 de enero de 2025, firma por el Dreamland Gran Canaria de la Liga Endesa, cedido hasta final de temporada por el ALBA Berlín.

## Selección nacional
En julio de 2019, lograría la medalla de bronce del EuroBasket sub-18 en Grecia, promediando 11,6 puntos, 8,6 rebotes, 7,4 asistencias por partido y en cuartos de final ante Gran Bretaña fue capaz de conseguir una triple-doble, 14 puntos, 14 asistencias y 10 rebotes siendo el sexto jugador en la historia del torneo que lo logra. Además, formaría parte del quinteto ideal y siendo nombrado mejor base del torneo.
En septiembre de 2022 disputó con el combinado absoluto esloveno el EuroBasket 2022, finalizando en sexta posición.
Durante agosto y septiembre de 2023 fue integrante de la selección de Eslovenia que participó en el Mundial de 2023 celebrado en Asia, y que finalizó en séptimo lugar.